# 邝业梅
邝业梅（1932年8月—2017年6月2日），上海人，中华人民共和国政治人物。

## 生平
1952年9月，加入中国共产党。1953年天津大学化工系毕业。1953年，在国家计划委员会设计局、重工局、原材料工业计划局工作。1979年，任原材料工业计划局钢铁处处长，1982年至1988年，历任原材料工业计划局副局长、局长。1988年，任国家原材料投资公司总经理。1994年7月至1997年7月，任国家开发银行总经济师。2017年6月2日因病医治无效在北京逝世，享年84岁。